# 블라디미르 랍테프
블라디미르 니콜라예비치 랍테프(러시아어: Владимир Николаевич Лаптев, 1945년 11월 26일~ )는 모스크바주 노긴스크의 시장이다.